# فوزي حريري
فوزي فرانسو توما حريري وهو سياسي عراقي آشوري وعضو في الحزب الديمقراطي الكردستاني، ولد في سنة 1961 وشغل منصب وزير الصناعة والمعادن في العراق من سنة 2006 إلى سنة 2010. وفوزي حريري هو ابن محافظ أربيل السابق فرانسو حريري والذي اُغتيل في سنة 2001. عاش فوزي 16 سنة في لندن في المملكة المتحدة وعمل هناك في الخطوط الجوية البريطانية.